# كوبا ليبرتادوريس 1991
كأس ليبرتادوريس 1991 هو موسم من كأس ليبرتادوريس. أقيم خلال الفترة من 20 فبراير 1991 وحتى 5 يونيو 1991، وشارك فيه 21 فريق، وفاز فيه فريق كولو-كولو التشيلي.

## دور ال 16
| الفريق الأول        | إجم. | الفريق الثاني    | مباراة الذهاب | مباراة الإياب |
| ------------------- | ---- | ---------------- | ------------- | ------------- |
| ناسيونال مونتيفيديو | 5–2  | بوليفار          | 4–1           | 1–1           |
| يونيفرسيتاريو       | 1–2  | كولو-كولو        | 0–0           | 1–2           |
| ديبورتيفو تاشيرا    | 2–8  | فلامنغو          | 2–3           | 0–5           |
| بوكا جونيورز        | 4–2  | كورينثيانز       | 3–1           | 1–1           |
| كونسيبسيون ‏         | 3–6  | أمريكا دي كالي   | 0–3           | 3–3           |
| ليغا دو كيتو        | 2–4  | أتلتيكو ناسيونال | 2–2           | 0–2           |
| أوليمبيا أسونسيون   | 3–2  | Colegiales       | 1–1           | 2–1           |
| أورينتي بيتروليرو   | 1–3  | سيرو بورتينيو    | 1–1           | 0–2           |